# 잭 갤리퍼내키스
재커리 나이트 "잭" 갤리퍼내키스(Zachary Knight "Zach" Galifianakis, 1969년 10월 1일 ~ )는 미국의 희극인, 배우이다. 영화 《행오버》 시리즈(2009-13)와 《버드맨》(2014)에 출연했다.

## 출연 작품

### 영화
- 아웃 콜드 (2001)
- 행오버 (2009)
  - 행오버 2 (2011)
  - 행오버 3 (2013)
- 이유있는 반항 (2009)
- 듀 데이트 (2010)
- 디너 게임 (2010)
- 이츠 카인드 오브 어 퍼니 스토리 (2010)
- 장화 신은 고양이 (2011) - 애니메이션
- 캠페인 (2012)
- 버드맨 (2014)
- 레고 배트맨 무비 (2017)
- 튤립 피버 - 헤릿 역 (2017)
- 시간의 주름 (2018)
- 비트윈 투 펀스: 투어 스페셜 (2019) - 각본, 제작 겸임
- 잃어버린 세계를 찾아서 (2019) - 미스터 링크 / 수잔 역 (애니메이션)
- The Sunlit Night (2019)
- 고장난 론 (2021) - 애니메이션